# Signe Amundson
Signe Alfhild Mari Amundson, född 20 oktober 1863 i Ödsmål, död 14 februari 1940, var en svensk konstnär.
Hon var dotter till prosten S.A. Schiller och Josefina Claesson, hon gifte sig 1885 med godsägaren Andreas Amundson.
Amundson studerade en kortare tid för Bruno Wennerberg i Göteborg. Hon samarbetade under många år med den danska konstnären Helvig Kinch. Hon medverkade i Göteborg och Bohus läns hushållningssällskaps 100-årsjubileum med oljemålningar och plastikskulpturer.
Som konstnär var hon mycket produktiv och hennes konst består av djur huvudsakligen hästar.
Amundson är representerad med oljemålningen Schillerströvare i skogen vid Svenska kennelklubben i Stockholm.